# Wildenkuhle
Die Wildenkuhle ist eine Höhle im südlichen Kiersper Ortsteil Bahnhof.
Die Höhle befindet sich in Meinerzhagener Korallenkalk der Oberen Cultrijugatus-Schichten im rechtsrheinischen Schiefergebirge.
Sie wurde im April 2016 zufällig bei Bauarbeiten zum Baugebiet zwischen Heerstraße und Kölner Straße entdeckt. Die Höhlenforscher Stefan Voigt, Andreas Kolarik und weitere Höhlenforscher des Arbeitskreises Kluterthöhle e. V. konnten bereits im April 2016 ein Stück in der Höhle vordringen. Bis August 2016 hatten Mitglieder des Arbeitskreises Kluterthöhle schon 250 Meter der labyrinthisch ausgedehnten Wildenkuhle erkundet und davon 200 Meter Höhlengänge vermessen.
Der Eingang zur Höhle liegt unterhalb der Geländeoberfläche. Damit die Wildenkuhle zugänglich bleibt und weiter erforscht werden kann, wurde ein Zugangsschacht angelegt, der mit einer Betonplombe verschlossen wurde.
In der Höhle, die stark versintert ist, finden sich Stalaktiten, geschichtete Kalksinter und glasklarer Sinter, der ganze Bereiche überzieht. An den Wänden wurden 300 Millionen alte versteinerte Korallen, die im Laufe der Zeit freigespült wurden, gefunden. Hierzu zählten unter anderem urzeitliche Riffbewohner, wie Stromatoporen, Tabulate und roguse Korallen.
Im südlichen Teil der Höhle wurden Knöpfchensinterungen an den Wänden entdeckt.
Die Wildenkuhle war Gegenstand einer Forschungsarbeit im Rahmen einer Bachelorarbeit über das Klima in der Höhle. Diese wurde vom Geografen Michael Killing-Heinze von der Universität Bochum begleitet, der auch Eigentümer der Höhle ist. Die Temperatur in der Höhle liegt bei 8 bis 8,5 Grad Celsius bei extremer Luftfeuchtigkeit.